# Igelit

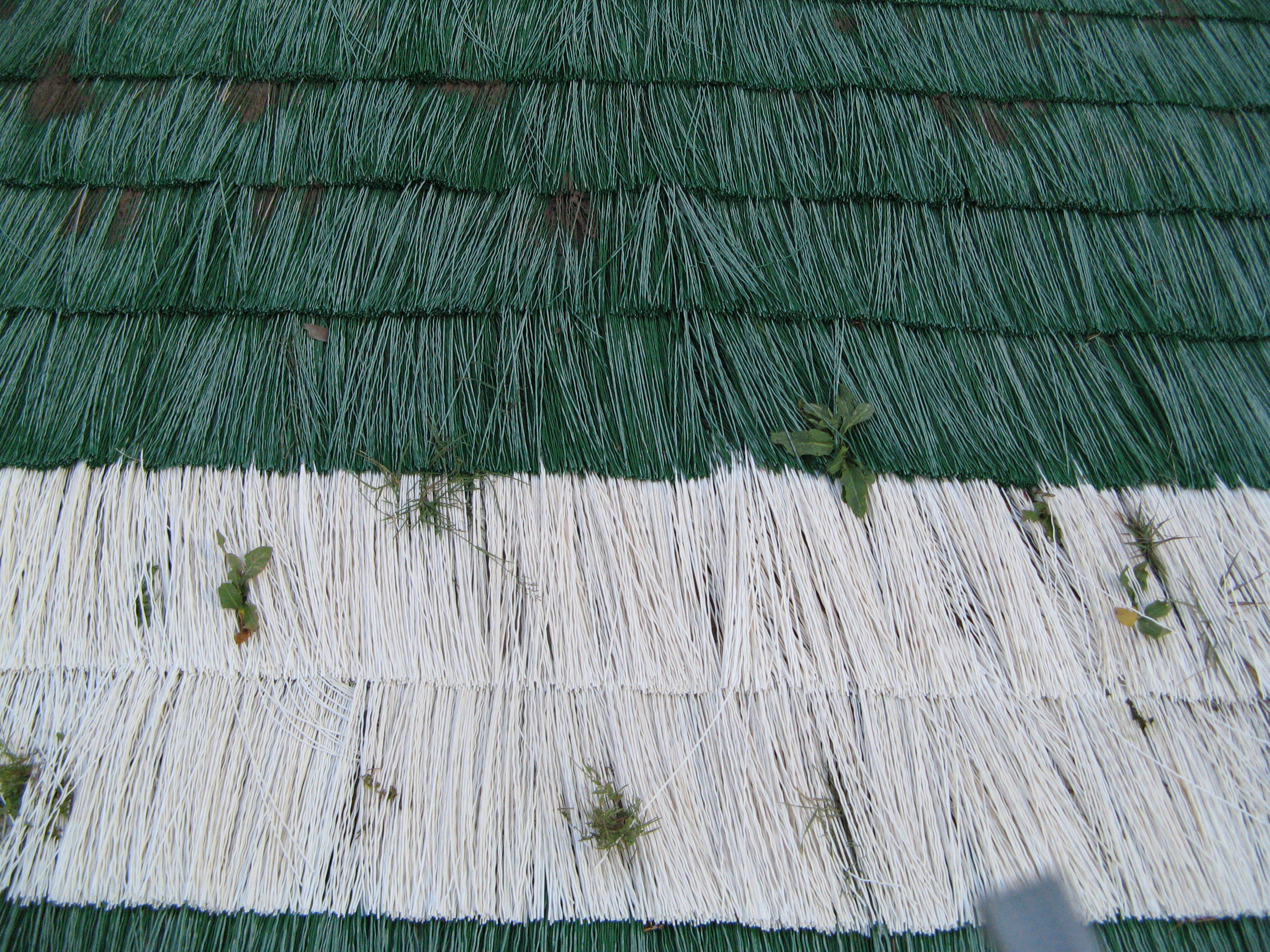
Igelitowa nawierzchnia na skoczni narciarskiej

Igelit – tworzywo sztuczne uzyskiwane w procesie polimeryzacji chlorku winylu (ok. 80%) i estrów kwasu akrylowego (ok. 20%).
Prawa do nazwy Igelit należały do niemieckiego koncernu chemicznego IG Farben. Znalazł zastosowanie w elektrotechnice jako materiał izolacyjny w postaci osłon przewodów elektrycznych i kabli elektrycznych, a także w budownictwie do pokrywania nawierzchni skoczni narciarskich, stoków zjazdowych, peronów kolei linowych i wyciągów narciarskich.